# Ron Brown
Ronald Harmon "Ron" Brown, född 1 augusti 1941 i Washington, D.C., död 3 april 1996 i en flygolycka nära Dubrovnik i Kroatien, var en amerikansk demokratisk politiker. Han var ordförande i Democratic National Committee (DNC) 1989-1993. Han var USA:s handelsminister från 1993 fram till sin död.
Brown utexaminerades 1962 från Middlebury College. Han tjänstgjorde sedan i USA:s armé. Han avlade 1970 juristexamen vid St. John's University i New York. Han deltog i Ted Kennedys kampanj i demokraternas primärval inför presidentvalet i USA 1980. Han efterträdde 1989 Paul Kirk som ordförande i demokraternas federala partistyrelse DNC. President Bill Clinton utnämnde 1993 Brown till handelsminister.
Brown omkom i en flygolycka och efterträddes som minister av Mickey Kantor. Brown gravsattes på Arlingtonkyrkogården.